# استلان اسکاشگورد

استلان یون اسکاشگورد (سوئدی: Stellan John Skarsgård؛ ‏سوئدی: [ˈstɛ̂lːan ˈskɑ̌ːʂɡoːɖ] ؛ ‏ زادهٔ ۱۳ ژوئن ۱۹۵۱) بازیگر سوئدی است. او به‌خاطر همکاری‌هایش با کارگردان لارس فون تریه شناخته می‌شود و در فیلم‌هایی چون شکستن امواج، رقصنده در تاریکی، داگ‌ویل، مالیخولیا و نیمفومانیاک به ایفای نقش پرداخته است. اسکاشگورد در فیلم‌های انگلیسی‌زبان نیز نقش‌های برجسته‌ای داشته است، از جمله سبکی تحمل‌ناپذیر هستی، شکار برای اکتبر سرخ، ویل هانتینگ نابغه، رونین و شاه آرتور.
اسکاشگورد در ادامه در فیلم‌های پرفروش و بلاک‌باستر نیز درخشیده است، از جمله دزدان دریایی کارائیب: صندوقچه مرد مرده و دزدان دریایی کارائیب: پایان جهان. او همچنین در فیلم‌های ماما میا!، فرشتگان و شیاطین، و تریلر دختری با خالکوبی اژدها به کارگردانی دیوید فینچر به ایفای نقش پرداخته است. او نقش دکتر اریک سلویگ را در پنج فیلم از دنیای سینمایی مارول، از جمله ثور ایفا کرده و همچنین نقش بارون هارکونن را در اقتباس دوبخشی فرنچایز تلماسه یعنی تل‌ماسه و تل‌ماسه: بخش دو به کارگردانی دنی ویلنوو بازی کرده است.
اسکاشگورد در تلویزیون نیز فعالیت‌های قابل توجهی داشته است. او نقش بوریس شربینا را در مینی‌سریال چرنوبیل شبکه اچ‌بی‌او (۲۰۱۹) ایفا کرد و برای این نقش برنده جایزه گلدن گلوب بهترین بازیگر مکمل مرد – سریال، مینی‌سریال یا فیلم تلویزیونی شد و نامزد جایزه امی ساعات پربیننده برای بهترین بازیگر مکمل مرد در یک سریال محدود یا فیلم گردید. او همچنین نقش لوثن رائل را در سریال دلهره‌آور سیاسی و جاسوسی جنگ ستارگان به نام اندور بازی کرده است.

## اوایل زندگی
استلان اسکاشگورد در یوتبری به دنیا آمد. او فرزند گودرون (با نام خانوادگی اصلی لارشون؛ زادهٔ ۱۹۳۰) و یان اسکاشگورد (۱۹۲۰–۱۹۹۸) است. او در دوران کودکی‌اش مرتب جابه‌جا می‌شد و در مکان‌های مختلفی از جمله هلسینگبوری، توتِبو، کالمار، ماریلوند و اوپسالا زندگی کرد.

## زندگی شخصی
استلان اسکاشگورد در آوریل ۱۹۷۵ با «می» پزشک سوئدی (زادهٔ ۱۹۵۶)، ازدواج کرد. آن‌ها پیش از جدایی در سال ۲۰۰۷، صاحب شش فرزند شدند: الکساندر اسکاشگورد (زادهٔ ۱۹۷۶)، گوستاو اسکاشگورد (زادهٔ ۱۹۸۰)، سام (زادهٔ ۱۹۸۲)، بیل اسکاشگورد (زادهٔ ۱۹۹۰)، ایا (زادهٔ ۱۹۹۲)، و والتر (زادهٔ ۱۹۹۵). الکساندر، گوستاف، بیل، و والتر نیز بازیگر هستند، در حالی که ایا برای چند سال به عنوان مدل فعالیت می‌کرد. اسکاشگورد در ژانویه ۲۰۰۹ با مگان اورت، فیلمنامه‌نویس و تهیه‌کننده ایرلندی، ازدواج کرد. آن‌ها دو پسر دارند. در سال ۲۰۱۶، اسکاشگورد فاش کرد که به دلیل کافی دانستن هشت فرزند، عمل وازکتومی انجام داده است. هفت نفر از فرزندان او در حوزه سینما و تلویزیون فعال هستند و فرزند هشتم پزشک است.

## حرفه بازیگری

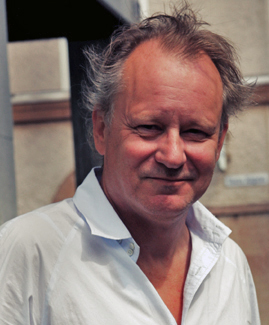
استلان در شهر کالمار، در ژوئیه ۲۰۰۹

اسکاشگورد حرفه بازیگری خود را از سنین پایین آغاز کرد و تا ۲۱ سالگی تجربه قابل‌توجهی در سینما، تلویزیون و تئاتر به دست آورده بود. بیشتر نقش‌های اولیه او در آثار تلویزیونی سوئدی مانند بومبی بیت و فیلم‌های سینمایی این کشور بود. از جمله کارهای برجسته او در سینمای سوئد می‌توان به عصر بخیر، آقای والنبری اشاره کرد که در آن نقش رائول والنبری، دیپلمات سوئدی که برای نجات قربانیان هولوکاست تلاش کرد، را ایفا کرده است.
اسکاشگورد به‌ویژه به‌خاطر همکاری‌هایش با کارگردان لارس فون تریه شناخته می‌شود و در شش اثر از این کارگردان دانمارکی حضور داشته است: پادشاهی، شکستن امواج، رقصنده در تاریکی، داگ‌ویل، مالیخولیا و نیمفومانیاک. بااین‌حال، صمیمی‌ترین رابطه حرفه‌ای او با کارگردان نروژی هانس پتر مولاند بوده است که اسکاشگورد را در فیلم‌هایی چون صفر کلوین، ابردین، به ترتیب خروج از صحنه، و مردی تا حدی مهربان کارگردانی کرده است. اسکاشگورد مولاند را دوست نزدیک خود می‌داند و در سال ۲۰۰۹ درباره رابطه‌شان گفته است: «ما مثل یک زوج قدیمی هستیم و من از دوری او اضطراب جدایی دارم.» یکی دیگر از کارهای برجسته اسکاشگورد در سینمای اسکاندیناوی، فیلم نروژی بی‌خوابی (۱۹۹۷) است که در آن نقش یوناس انگستروم، پلیسی با احساس گناه، را بازی کرده است.
نخستین فیلم آمریکایی اسکاشگورد، شراب نیمروز (۱۹۸۵) به کارگردانی مایکل فیلدز بود که در آن نقش یک کارگر مزرعه مهاجر با اختلال روانی را ایفا کرد که توسط یک جایزه‌بگیر (با بازی فرد وارد) تعقیب می‌شود. در سال ۱۹۹۰، او در فیلم آمریکایی دیگری به نام شکار برای اکتبر سرخ نقش کاپیتان توپولف، فرمانده زیردریایی شوروی، را بازی کرد.
اسکاشگورد که بیشتر به‌عنوان یک بازیگر نقش مکمل شناخته می‌شود، در فیلم شور ذهن (۲۰۰۰) به کارگردانی آلن برلینه، یکی از دو علاقه‌مند عاشقانه دمی مور را ایفا کرد. او همچنین در سریال دارودسته به‌عنوان بازیگر مهمان در نقش ورنر ولشتت، کارگردان آلمانی فیلم خیالی اسموک‌جامپرز که نسبت به شخصیت اصلی، وینسنت چیس، خصومت دارد، ظاهر شد. اسکاشگورد نقش بوت‌استرپ بیل ترنر را در دو فیلم دزدان دریایی کارائیب: صندوقچه مرد مرده و دزدان دریایی کارائیب: پایان جهان ایفا کرد. در سال ۲۰۰۸، او در فیلم ماما میا! از کمپانی یونیورسال پیکچرز نقش بیل اندرسون را بازی کرد و ده سال بعد در دنباله آن، ماما میا! دوباره شروع کنیم، این نقش را تکرار کرد.
اسکاشگورد نقش دکتر اریک سلویگ را در فیلم ثور (۲۰۱۱) بازی کرد و سپس این نقش را در ثور: دنیای تاریک (۲۰۱۳)، ثور: عشق و تندر (۲۰۲۲)، انتقام‌جویان (۲۰۱۲)، و انتقام‌جویان: عصر اولتران (۲۰۱۵) تکرار کرد. او بار دیگر با کارگردان ثور، کنت برانا، در اقتباس لایو-اکشن سیندرلا از دیزنی (۲۰۱۵) همکاری کرد و در آن نقش دوک بزرگ را ایفا کرد. در سال ۲۰۲۱، او نقش ولادیمیر هارکونن را در فیلم تل‌ماسه به کارگردانی دنی ویلنوو بازی کرد. اسکاشگورد همچنین در کنار پسرش، گوستاو اسکاشگورد، در فیلم دلهره‌آور روان‌شناختی سوئدی آنچه باقی می‌ماند (۲۰۲۲) هم‌بازی شد.
اسکاشگورد در موزیک‌ویدئوهایی کنار دیگر هنرمندان سوئدی نیز حضور داشته است. او در موزیک‌ویدئوی «کسی که ستارگان را روشن می‌کند» از اوا دالگرین در سال ۱۹۹۱ و موزیک‌ویدئوی «غم یک نعمت است» از لیکه لی در سال ۲۰۱۱ حضور یافت.

## باورهای مذهبی
استلان اسکاشگورد توسط والدینی انسان‌گرا و خداناباور پرورش یافت و دارای پدربزرگی بی‌خدا و مادربزرگی عمیقاً مذهبی بود. به گفته اسکاشگورد، این تفاوت‌ها هیچ‌گاه به مشکل منجر نشد، زیرا خانواده‌اش به عقاید یکدیگر احترام می‌گذاشتند. پس از حملات ۱۱ سپتامبر، اسکاشگورد تصمیم گرفت کتاب مقدس و قرآن را مطالعه کند و هر دو را به دلیل محتوای خشونت‌آمیز محکوم کرد. او همچنین از مدارس مستقل مذهبی در نظام آموزشی سوئد انتقاد کرده است. اسکاشگورد اظهار داشته که پرس‌وجو درباره وجود خدا را «پوچ و کاملاً بی‌اهمیت» می‌داند، زیرا اگر خدایی خیرخواه وجود داشته باشد، تنها به اعمال انسان‌ها اهمیت می‌دهد و نه پرستش او؛ اما اگر خدا آن‌قدر خودپسند باشد که مدام خواستار پرستش باشد، شایسته آن نخواهد بود.
در سال ۲۰۰۹، اسکاشگورد به همراه دیگر هنرمندان، نویسندگان و کارآفرینان غیرمذهبی، از جمله کریستر ستورمارک، بیورن اولویوس، و کریستر فوگلسانگ، مقاله‌ای در روزنامه داگنس نی‌هیتر منتشر کردند که بر اهمیت سکولاریسم تأکید داشت. این گروه همچنین از موضع سازمان ملل متحد در قبال قوانین کفرگویی انتقاد کردند.

## دیدگاه‌های سیاسی
اسکاشگورد از سیاست‌های مالیاتی سوئد و نرخ بالای مالیات بر درآمد برای افراد پُردرآمد حمایت کرده است.
او به‌صراحت با ملی‌گرایی مخالف است.

## گزیدهٔ نقش‌آفرینی‌ها

### سینما
- تلماسه: بخش دو (۲۰۲۴)
- ثور: عشق و تندر (۲۰۲۲)
- تل‌ماسه (۲۰۲۱)
- امید (۲۰۱۹)
- پرنده رنگین (۲۰۱۹)
- به‌هوای دزدیدن اسب‌ها (۲۰۱۹)
- ماما میا! دوباره شروع کنیم (۲۰۱۸)
- مردی که دن کیشوت را کشت (۲۰۱۸)
- گوردن و پدی (۲۰۱۷)
- بوری در مقابل مک‌انرو (۲۰۱۷)
- بازگشت به مونتاوک (۲۰۱۷)
- خائن مورد نظر ما (۲۰۱۶)
- انتقام‌جویان: عصر اولتران (۲۰۱۵)
- سیندرلا (۲۰۱۵)
- هکتور و جستجو برای خوشحالی (۲۰۱۴)
- به ترتیب خروج از صحنه (۲۰۱۴)
- پزشک (۲۰۱۳)
- نیمفومانیاک (۲۰۱۳)
- مرد راه‌آهن (۲۰۱۳)
- رومئو و ژولیت (۲۰۱۳)
- ثور: دنیای تاریک (۲۰۱۳)
- انتقام‌جویان (۲۰۱۲)
- ثور (۲۰۱۱)
- دختری با خالکوبی اژدها (۲۰۱۱)
- مالیخولیا (۲۰۱۱)
- پادشاه جزیره اهریمن (۲۰۱۰)
- انگار آن‌جا نیستم (۲۰۱۰)
- تسلیم (۲۰۱۰)
- مومین‌ها و تعقیب ستاره دنباله‌دار (۲۰۱۰)
- فرانکی و آلیس (۲۰۱۰)
- یک مرد تا حدی مهربان (۲۰۱۰)
- متروپیا (۲۰۰۹)
- بوگی ووگی (۲۰۰۹)
- فرشتگان و شیاطین (۲۰۰۹)
- آرن – پادشاهی در انتهای راه (۲۰۰۸)
- ماما میا! (۲۰۰۸)
- آرن: شوالیه معبد (۲۰۰۷)
- دابلیو. دلتا. زد (۲۰۰۷)
- دزدان دریایی کارائیب: پایان جهان (۲۰۰۷)
- دزدان دریایی کارائیب: صندوقچه مرد مرده (۲۰۰۶)
- اشباح گویا (۲۰۰۶)
- عزیزانت را بکش (۲۰۰۶)
- قلب‌های تقصیرکار (۲۰۰۵)
- بیوولف و گرندل (۲۰۰۵)
- تورته بلوما (۲۰۰۵)
- قلمرو: پیش‌درآمدی بر جن‌گیر (۲۰۰۵)
- جن‌گیر: آغاز (۲۰۰۴)
- آرتور شاه (۲۰۰۴)
- برج ایفل (۲۰۰۳)
- داگویل (۲۰۰۳)
- کشتن یک بچه (۲۰۰۳)
- شهر ارواح (۲۰۰۲)
- عمل بد (۲۰۰۲)
- خانه شیشه‌ای (۲۰۰۱)
- جانبداری (۲۰۰۱)
- انبار باروت (۲۰۰۱)
- کیس کیس (بنگ بنگ) (۲۰۰۱)
- اَبردین (۲۰۰۰)
- رقصنده در تاریکی (۲۰۰۰)
- تایم‌کد (۲۰۰۰)
- نشانه‌ها و شگفتی‌ها (۲۰۰۰)
- شور ذهن (۲۰۰۰)
- دریای آبی عمیق (۱۹۹۹)
- رونین (۱۹۹۸)
- نجات‌دهنده (۱۹۹۸)
- بچه‌های مرد شیشه‌گر (۱۹۹۸)
- آمیستاد (۱۹۹۷)
- ویل هانتینگ نابغه (۱۹۹۷)
- پسر متعصب من (۱۹۹۷)
- بی‌خوابی (۱۹۹۷)
- شکستن امواج (۱۹۹۶)
- هری و سونیا (۱۹۹۶)
- سگ‌های ریگا (۱۹۹۵)
- صفر کلوین (۱۹۹۵)
- بزرگترین سرقت دارودسته ینسون (۱۹۹۵)
- آخرین رقص (۱۹۹۳)
- قلاب‌سنگ (۱۹۹۳)
- باد (۱۹۹۲)
- تروریست مردم‌سالار (۱۹۹۲)
- گاو نر (۱۹۹۱)
- عصر بخیر، آقای والنبری (۱۹۹۰)
- شکار برای اکتبر سرخ (۱۹۹۰)
- زنان روی پشت‌بام (۱۹۸۹)
- نام رمز کُک روژ (۱۹۸۹)
- اس/ئی خوشی (۱۹۸۹)
- قتل بی‌نقص (۱۹۸۸)
- دوستان (۱۹۸۸)
- دوران گرگ (۱۹۸۸)
- سبکی تحمل‌ناپذیر هستی (۱۹۸۸)
- هیپ هیپ هورا! (۱۹۸۷)
- ییم و دزدان دریایی بلوم (۱۹۸۷)
- راه افعی (۱۹۸۶)
- پیتر بی‌دم در آمریکا (۱۹۸۵)
- ناراست چون آب (۱۹۸۵)
- اوکه و دنیای او (۱۹۸۴)
- پی و بی (۱۹۸۳)
- قاتل ساده‌لوح (۱۹۸۲)
- بوسه (۱۹۸۱)
- خانه در شب (۱۹۷۷)
- تابو (۱۹۷۷)
- متجاوزان (۱۹۷۴)
- آنیتا: پری زیبای سوئدی (۱۹۷۳)
- عروسی (۱۹۷۳)
- پنج روز در ماه اوت (۱۹۷۳)
- فرمان هشتم (۱۹۷۳)
- مهمانی شرکت (۱۹۷۲)
- تعطیلات ساحلی تابستان گذشته (۱۹۷۲)

### تلویزیون
- اندور (۲۰۲۲ تا کنون)
- سیمپسون‌ها (۲۰۲۰، قسمت ۶ از فصل ۳۲)
- چرنوبیل (۲۰۱۹)
- ریور (۲۰۱۵)
- کواری (۲۰۱۴)

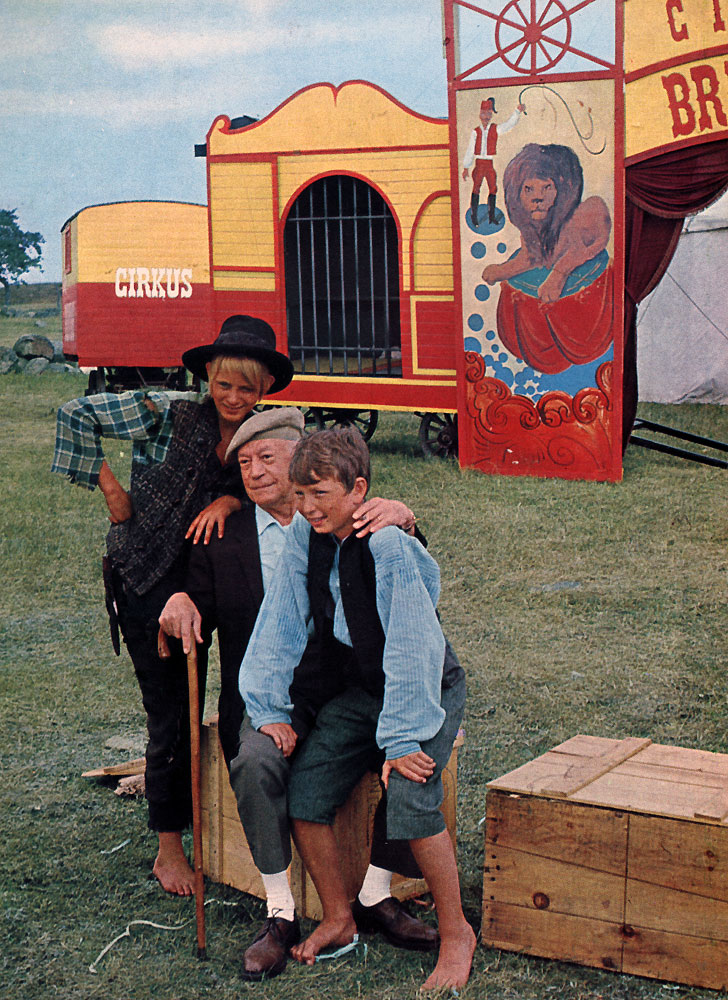
از چپ: استلان اسکاشگورد (در سن ۱۶ سالگی)، فریتیوف نیلسون پیراتن و راینر آلبرشت در بازار مکاره شهر سیویک حین فیلم‌برداری سریال تلویزیونی بمبی بیت و من در سال ۱۹۶۷

- مرد (۲۰۱۲، از مجموعه آنتولوژی پلی‌هاوس تقدیم می‌کند)
- برزیل سرخ (۲۰۱۲)
- آرن (۲۰۱۰)
- دارودسته (۲۰۰۸)
- محاکمه خدا (۲۰۰۸، از مجموعه آنتولوژی مَـسترپیس)
- هلن تروآ (۲۰۰۳)
- نبرد نرماندی: فیلم پایانی (۲۰۰۱)
- نزاع هارلن کانتی (۲۰۰۰)
- قلمرو ۲ (۱۹۹۷)
- گزارش به خداوند (۱۹۹۴)
- پارکر کِـین (۱۹۹۰)
- تنیس‌باز (۱۹۹۰)
- بازجویی (۱۹۸۹)
- مرغابی وحشی (۱۹۸۹)
- شراب ظهر (۱۹۸۵، از مجموعه آنتولوژی تماشاخانه آمریکایی)
- آوگوست استریندبری: یک عمر (۱۹۸۵)
- داستان تراژدیک هملت - شاهزادهٔ دانمارک (۱۹۸۵)
- مدرسهٔ همسر (۱۹۸۳)
- مادربزرگ و پروردگارمان (۱۹۸۳)
- جای نگرانی نیست (۱۹۸۱)
- خاندان بابل (۱۹۸۱)
- به خودت بیا، عزیزم! (۱۹۸۱)
- بوقلمون (۱۹۷۷)
- جذب‌کننده (۱۹۷۲)
- ماجراجوی بدون شلوار (۱۹۷۱)
- بُمبی بیت و من (۱۹۶۸)

## نامزدی‌ها و جوایز
| جایزه                                        | سال       | شاخه/رشته                                                                         | عنوان فیلم یا سریال            | نتیجه    | منابع                |
| -------------------------------------------- | --------- | --------------------------------------------------------------------------------- | ------------------------------ | -------- | -------------------- |
| سی و دومین دورهٔ جشنواره بین‌المللی فیلم برلین | ۱۹۸۲      | خرس نقره‌ای برای بهترین بازیگر مرد                                                 | قاتل ساده‌لوح                   | برنده    | [ ۲۹ ]               |
| جایزهٔ بودیل                                  | ۲۰۱۴      | بهترین بازیگر نقش اول مرد                                                         | نیمفومانیاک                    | نامزدشده |                      |
| جوایز تلویزیونی بفتا                         | ۲۰۲۰      | جایزهٔ تلویزیونی آکادمی بریتانیا برای بهترین بازیگر نقش مکمل مرد                   | چرنوبیل                        | نامزدشده | [ ۳۰ ]               |
| انجمن ملی منتقدان فیلم دانمارک               | ۲۰۰۴      | بهترین بازیگر نقش مکمل مرد                                                        | داگویل                         | نامزدشده | [ ۳۱ ]               |
| جایزه تلویزیونی به انتخاب منتقدان            | ۲۰۲۰      | جایزهٔ تلویزیونی منتقدان بابت بهترین بازیگر نقش مکمل مرد در یک فیلم یا مینی سریال  | چرنوبیل                        | برنده    | [ ۳۲ ]               |
| آکادمی فیلم اروپا                            | ۱۹۹۸      | جایزهٔ فیلم اروپا برای بهترین دستاورد سینمای جهان                                  | آمیستاد ویل هانتینگ نابغه      | برنده    | [ ۳۳ ]               |
| آکادمی فیلم اروپا                            | ۲۰۰۰      | جایزهٔ فیلم اروپا برای بهترین بازیگر مرد                                           | ابردین                         | نامزدشده | [ ۳۴ ]               |
| آکادمی فیلم اروپا                            | ۲۰۰۱      | جایزهٔ فیلم اروپا برای بهترین بازیگر مرد                                           | جانبداری                       | نامزدشده | [ ۳۵ ]               |
| جایزهٔ اره برقی فانگوریا                      | ۲۰۰۶      | بهترین بازیگر مرد                                                                 | قلمرو: پیش‌درآمدی بر جن‌گیر      | نامزدشده | [ ۳۶ ]               |
| جوایز گلدن گلوب                              | ۲۰۲۰      | جایزه گلدن گلوب بهترین بازیگر نقش مکمل مرد – سریال، سریال کوتاه یا فیلم تلویزیونی | چرنوبیل                        | برنده    | [ ۳۷ ]               |
| گلدباگن                                      | ۱۹۸۱/۱۹۸۲ | بهترین بازگیر مرد                                                                 | قاتل ساده‌لوح                   | برنده    | [ ۳۸ ]               |
| گلدباگن                                      | ۱۹۸۹      | بهترین بازگیر مرد                                                                 | نام رمز کک روژ زنان روی پشت‌بام | برنده    | [ ۳۸ ]               |
| گلدباگن                                      | ۲۰۱۷      | بهترین بازیگر نقش مکمل مرد                                                        | بوری در مقابل مک‌انرو           | برنده    | [ ۳۸ ] [ ۳۹ ] [ ۴۰ ] |
| آکادمی بین‌المللی روزنامه‌نگاران               | ۲۰۰۸      | جایزهٔ ستلایت بهترین بازیگر مرد در مینی سریال یا فیلم تلویزیونی                    | محاکمهٔ خدا                     | نامزدشده | [ ۴۱ ]               |
| جشنواره بین‌المللی فیلم دوبلین                | ۲۰۱۲      | جایزهٔ دستاورد حرفه‌ای                                                              | –                              | برنده    | [ ۴۲ ]               |
| جشنواره بین‌المللی فیلم مار دل پلاتا          | ۲۰۰۲      | بهترین بازیگر مرد                                                                 | جانبداری                       | برنده    | [ ۴۳ ]               |
| جشنواره بین‌المللی فیلم نروژ                  | ۲۰۱۰      | بهترین بازیگر مرد                                                                 | یک مرد تا حدی مهربان           | برنده    | [ ۴۴ ]               |
| جوایز برگزیده مردم                           | ۲۰۰۹      | بهترین گروه بازیگری                                                               | ماما میا!                      | نامزدشده | [ ۴۵ ]               |
| جایزه امی ساعات پربیننده                     | ۲۰۱۹      | بهترین بازیگر نفش مکمل مرد در فیلم تلویزیونی یا مجموعه کوتاه                      | چرنوبیل                        | نامزدشده | [ ۴۶ ]               |
| جایزه روبرت                                  | ۲۰۰۴      | بهترین بازیگر مرد نقش مکمل                                                        | داگویل                         | نامزدشده | [ ۴۷ ]               |
| جایزۀ ستلایت                                 | ۲۰۲۰      | جایزهٔ ستلایت بهترین بازیگر مرد نقش مکمل در مینی سریال یا فیلم تلویزیونی           | چرنوبیل                        | نامزدشده | [ ۴۸ ]               |
| جایزه انجمن بازیگران فیلم                    | ۱۹۹۸      | بهترین اجرا توسط گروه بازیگران در یک فیلم سینمایی                                 | ویل هانتینگ نابغه              | نامزدشده | [ ۴۹ ]               |